# Moldanubikum

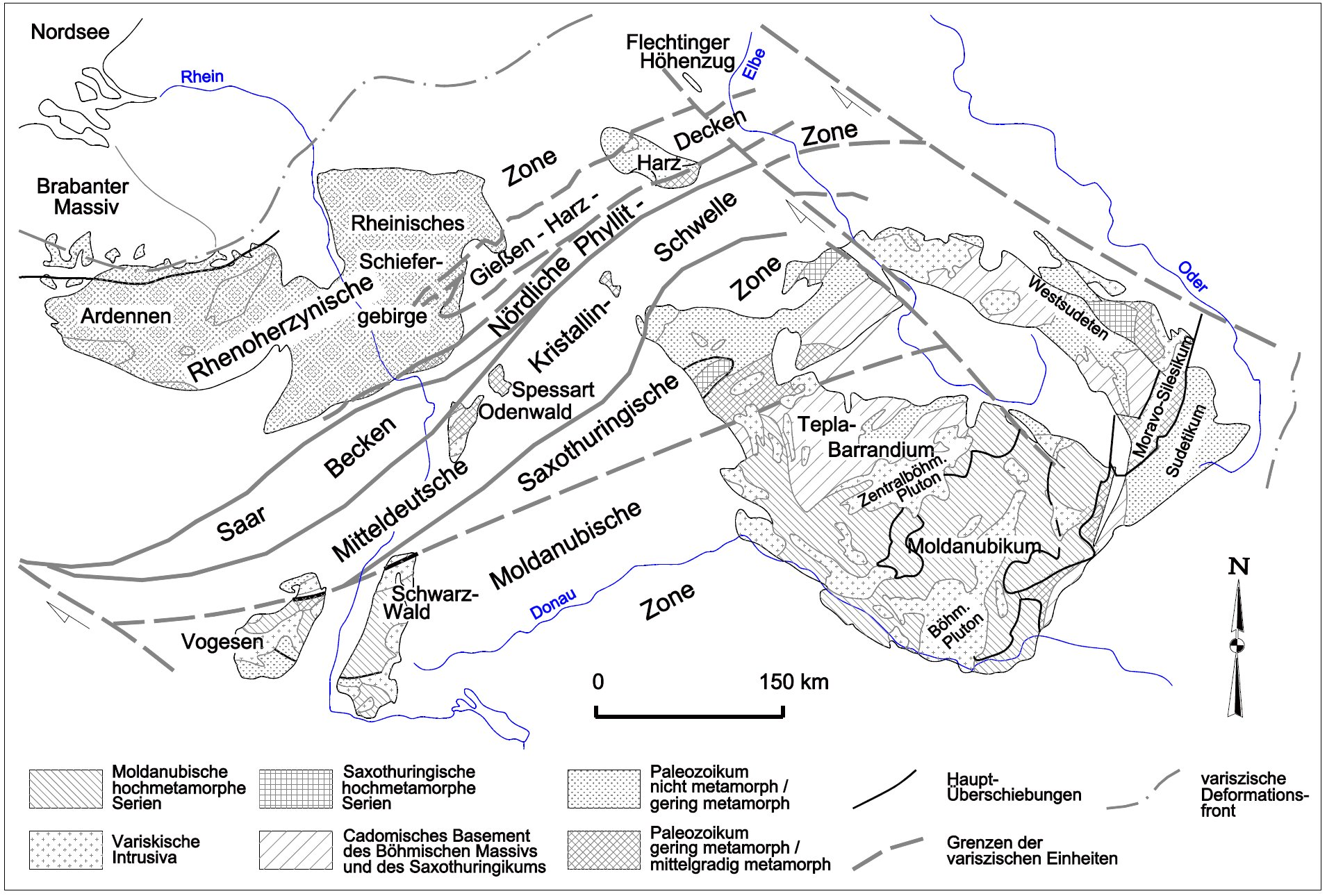
Moldanubikum na mapě hercynského systému

Moldanubikum je jednou ze základních geologických jednotek Českého masivu. Je tvořeno zejména magmatickými (vyvřelými) a metamorfovanými (přeměněnými) horninami. Tyto horniny byly vytvořeny převážně během variského (hercynského) vrásnění před přibližně 370 - 300 miliony let. Podle moldanubika je pojmenována moldanubická zóna – nejvnitřnější a nejvíce erodovaná zóna variského orogenu.
Termín moldanubikum zavedl rakouský geolog Eduard Suess v roce 1901 podle dvou řek, v jejichž povodí se nachází – Vltava a Dunaj.

## Umístění
Moldanubikum leží na území Čech, Moravy, Německa a Rakouska. Na východě hraničí s moravskoslezskou oblastí, na severozápadě s tepelsko-barrandienskou (středočeskou) oblastí, na severovýchodě je překryto sedimenty české křídové pánve, na západě sedimenty bavorské tabule a na jihu sedimenty alpské předhlubně. Geomorfologicky zabírá Českomoravskou vrchovinu, Šumavu, Český les a Novohradské hory.

## Vniřní regionální členění
Na území Česka se moldanubikum člení na následující zóny:
- Moldanubikum Českého lesa a Šumavy: je tvořené monotónní skupinou s převahou pararul a svorů.
- Jihočeské moldanubikum: obsahuje serpentinity, granulity a pegmatity, u Písku jsou známá naleziště zlata
- Moravské moldanubikum: tvořené monotónní i pestrou skupinou
- Strážecké moldanubikum: tvořené pestrou skupinou
- Kutnohorsko-svratecké krystalinikum: tato část moldanubika bývá často vyčleňována jako samostatná jednotka kvůli své příkrovové stavbě a nižší metamorfní facii. Nejčastěšími horninami jsou zde svory, amfibolity, pararuly a ortoruly.

Hojné granitoidní plutony v moldanubiku mají hercynské stáří, všechny starší granitoidy jsou přeměněny na ortoruly. Dva plošně nejrozsáhlejší plutonické komplexy jsou:
- moldanubický pluton: tvoří centrální část moldanubika, převahu mají granitoidy S-typu
- středočeský pluton: tvoří jej granodiority až křemenné diority, durbachity

Samostatný celek tvoří tzv. ostrovní zóna, která je uzavřeninou středočeské oblasti v moldanubiku.

## Tektonostratigrafie
Tektonostratigrafie, neboli tektonický vztah horninových vrstev moldanubika, je stále předmětem debat na nejvyšší vědecké úrovni. Tradičně se moldanubiku přisuzovala příkrovová stavba se třemi základními příkrovovými jednotkami:
- jednotvárná (ostrongská) skupina: je tvořena hlavně pararulami a ortorulami, místy migmatitizovanými. Reprezentuje strukturně nejnižší příkrov.
- pestrá (drozendorfská) skupina: tvořena pestrou škálou různých metamorfovaných hornin – pararulami, ortorulami, svory, amfibolity, skarny, erlány a mramory. Strukturně se nachází mezi jednotvárnou a gföhlskou skupinou.
- gfhölská jednotka: tvořená silněji metamorfovanými horninami, například granulity, serpentinity, eklogity a migmatity. Ačkoliv má nejvyšší metamorfní postižení, nachází se v nejvyšším strukturním patře moldanubika.

Nový model vysvětlující výskyt vysokotlakých hornin (např. granulitů) ve svrchích patrech moldanubika popírá předchozí předpoklad o příkrovové stavbě, granulity totiž považuje za diapiricky vmístěné horniny derivované ze spodní subdukované desky.

## Geologický vývoj
Velká část nyní metamorfovaných hornin moldanubika původně vznikala jako sedimentární a vulkanické horniny na mořském dně během paleozoika (prvohor). Na základě studia detritických zirkonů uvádí Košler et al., že protolit jednotvárné skupiny se vytvářel v období neoproterozoika až nejstarších prvohor (Ordovik), zatímco protolit pestré skupiny během následných prvohorních období (do Devonu). Oblast moldanubika se tehdy nacházela v předpolí kontinentu Gondwana. Materiál z tohoto kontinentu byl spolu s materiálem z nových vulkanických oblouků ve velké míře splachován do okolních moří (např. dnešní oblast Moldanubika), kde se ukládal. 
Klíčovou událostí je zde rifting spojený s otevíráním rheického oceánu během ordoviku, behem něhož došlo k rozsáhlým granitoidním intruzím (dnes přeměněné na ortoruly, stáří protolitu je ca 490–480 milionů let), bazaltickému podmořskému vulkanizmu (dnes přeměněné na amfibolity, stáří protolitu je ca 470 milonů let) a významnému zahlubování pánve.
Na vývoj moldanubika během variského vrásnění jsou různé názory. Předně stále není objasněno, kolik suturních zón a s nimi spojených subdukcí, se nachází napříč Českým masivem. Tradiční interpretace spojená s rozsáhlými příkrovovými pohyby předpokládá přítomnost suturní zóny na hranici tepelsko-barrandienské a moldanubické oblasti. Subdukce moldanubického oceánu pod tepelsko-barrandienskou jednotku během devonu byla následována kontinentální kolizí mezi oběma jednotkami a násunem příkrovů na moldanubikum. Nová interpretace stavby Českého masivu podle Schulmann et al. předpokládá spojení moldanubické a tepelsko-barrandienské oblasti již před variskou orogenezí a přítomnost jediné suturní zóny v českém masivu mezi tepelsko-barrandienskou a sasko-durynskou oblastí (tzv. tepelská sutura). Tato teorie předpokládá subdukci sasko-durynského oceánu jihovýchodně pod zbytek českého masivu (spojené jednotky moldanubika, bohemika a bruno-vistulika) během devonu, s následnou kontinentální kolizí mezi oběma (mikro)kontinenty během karbonu. Moldanubikum zde reprezentuje nejhlouběji ponořenou a tedy nejvíce metamorfovanou část kůry s diapiricky vyhřezlými částmi subdukované sasko-durynské desky (např. granulitové a durbachitové masivy).
Během svrchního karbonu a permu došlo k relaxaci orogenu, rapidnímu výzdvihu moldanubika a tvorbě příčných poklesových brázd (grabenů), např. blanická a boskovická brázda.

## Magmatismus
V moldanubiku je mnoho magmatických (vyvřelých) těles, která základně můžeme rozdělit na předvariská a variská (hercynská).
Předvariské magmatické horniny jsou vždy metamorfované (např. ortoruly, metagabra, amfibolity, metaryolity), neboť prošly metamorfózou při variském (hercynském) vrásnění. Můžeme je dále rozdělit podle věku do několika skupin:
- Paleoproterozoické ortoruly (světlická a rájovská) staré ca 2.1 miliardy let[12] nacházející se v jižních Čechách. Jsou to vůbec nejstarší horniny v Česku.
- Drobný výskyt mezoproterozoické ortoruly byl nalezen pouze v rakouské části moldanubika (Doberská ortorula, ca 1.4 milardy let[13])
- Neoproterozoické ortoruly a vulkanity vzniklé během kadomského vrásnění. Mezi ně patří například ca 610 milionů let stará Spitzká ortorula,[14] či ca 550 milionů let staré metaryolity a metaandezity z bavorské strany moldanubika.[15]
- Plošně rozsáhlý je kambro-ordovický magmatismus. Patří sem mnoho ortorulových těles (např. kouřimská, blanická, svratecká aj.) a také amfibolitů.[8]

Z variských magmatických hornin dominují granitoidní horniny doplněné o drobné výskyty gaber a dioritů. Můžeme je rozdělit podle vzniku na dva základní typy: I typy a S typy.
- I typy vznikají „magmatickou cestou“ ve vulkanickém oblouku, v moldanubiku jsou zastoupeny zejména středočeským plutonickým komplexem.[1] Ten se vyvíjel před ca 355–340 milony let a nalezneme v něm intruze granitu, granodioritu, tonalitu, durbachitu, v menší míře také gaber a dioritů. Hojný je zde žilný doprovod v podobě porfyrů, aplitů, pegmatitů a lamprofyrů.
- S typy vznikají přetavením původně sedimentárních hornin a v moldanubiku jsou nejvíce rozšířené v moldanubickém plutonickém komplexu.[1] Jeho vývoj zabírá dlouhý časový úsek před ca 350–300 miliony let. Oproti středočeskému plutonickému komplexu jsou zde více zastoupeny felsické horniny, neboť zde dominují granity a granodiority. Obklopeny jsou zónou migmatitů, což svědčí o jejich genezi přetavením okolních sedimentárních hornin.

## Rozdíly s okolními jednotkami
Od okolních jednotek odlišují moldanubikum následující charakteristické rysy:
- Moldanubikum bylo v celém svém objemu postiženo vysokým stupněm metamorfózy. Proto se zde například nevyskytují žádné zkameněliny.
- Jsou zde přítomné některé specifické typy metamorfitů (granulity, granátické serpentinity, cordieritické migmatity, eklogity).
- Jsou zde velmi hojné granitoidní plutonické horniny variského stáří.
- Nachází se zde hodně žilných hornin, nepř. pegmatitů.